# Kayapınar, Manisa
Kayapınar là một xã thuộc huyện Manisa, tỉnh Manisa, Thổ Nhĩ Kỳ. Dân số thời điểm năm 2011 là 1.093 người.